# 許克家
許克家（？—？），雲南雲南府宜良縣人，清朝政治人物。

## 生平
光緒十八年（1892年）壬辰科三甲第九十七名進士。同年五月，著交吏部掣籤分發各省，以知縣即用。歷署廣東澄海縣知縣、署鶴山縣知縣，任乳源縣知縣。